# اولیویا منینگ
اولیویا مری منینگ (انگلیسی: Olivia Manning; ۲ مارس ۱۹۰۸ – ۲۳ ژوئیهٔ ۱۹۸۰) فیلم‌نامه‌نویس، نویسنده، و شاعر اهل بریتانیا بود. وی بین سال‌های ۱۹۲۹ تا ۱۹۸۰ میلادی فعالیت می‌کرد. داستان‌های تخیلی و غیرداستانی او، که اغلب سفرها و اودیسه‌های شخصی را شرح می‌دهد، عمدتاً در بریتانیا، اروپا و خاورمیانه اتفاق می‌افتد. او اغلب از تجربه شخصی خود می‌نوشت. کتاب‌های او همچنین نقاط قوت را در نوشتن تخیلی نشان می‌دهد. کتاب‌های او به‌خاطر بینش هنری و توصیف‌های واضح او از مکان مورد تحسین قرار می‌گیرند.
دوران جوانی منینگ بین پورتسموث و ایرلند گذرانده شد و به او آنچه را که او به عنوان "احساس تعلق به هیچ کجای معمول انگلیسی-ایرلندی " توصیف کرد، داد. او به مدرسه هنر رفت و به لندن نقل مکان کرد در آنجا اولین رمان جدی خود با عنوان، باد تغییر می‌کند، در سال ۱۹۳۷ را منتشر کرد. او در اوت ۱۹۳۹ با آر. دی اسمیت ("رجی")، یک مدرس در شورای فرهنگی بریتانیا که در بخارست، رومانی منصوب شده بود، ازدواج کرد و متعاقباً در یونان، مصر و فلسطین در حالی که نازی‌ها اروپای شرقی را تسخیر کردند، زندگی کرد. تجربیات او پایه و اساس شناخته‌شده‌ترین اثر او، شش رمان سه‌گانه بالکان و سه‌گانه شام، که در مجموع به عنوان ثروت‌های جنگ شناخته می‌شوند، شد. منتقدان کیفیت تولید کلی او را نابرابر ارزیابی کردند، اما این مجموعه که بین سال‌های ۱۹۶۰ و ۱۹۸۰ منتشر شد، توسط ژورنالیست، نویسنده، مترجم، آهنگساز و فیلمنامه‌نویس آنتونی برگس به عنوان "بهترین ضبط داستانی جنگ که توسط یک نویسنده بریتانیایی تولید شده" توصیف شد.
منینگ پس از جنگ به لندن بازگشت و تا زمان مرگش در سال ۱۹۸۰ در آنجا زندگی کرد. او شعر، داستان کوتاه، رمان، غیرداستانی، نقد و درام برای بی‌بی‌سی می‌نوشت. منینگ و شوهرش هر دو روابط نامشروع داشتند، اما هرگز به طلاق فکر نکردند. روابط او با نویسندگانی مانند استیوی اسمیت و آیریس مرداک دشوار بود، زیرا منینگ از موفقیت بیشتر آنها غبطه می‌خورد. . اسمیت هرگز در نقش خود به عنوان حامی و مشوق اصلی همسرش تزلزل نکرد و مطمئن بود که استعداد او در نهایت شناسایی خواهد شد. همان‌طور که او می‌ترسید، شهرت واقعی مری تنها پس از مرگش در سال ۱۹۸۰ به دست آمد، زمانی که اقتباسی از Fortunes of War در سال ۱۹۸۷ از تلویزیون پخش شد.
کتاب‌های منینگ مورد توجه انتقادی محدودی قرار گرفته‌اند. همان‌طور که در طول زندگی او، نظرات، به ویژه در مورد شخصیت پردازی و تصویر او از فرهنگ‌های دیگر، تقسیم شده‌است. او در آثارش تمایل داشت مسائل جنسیتی را به حداقل برساند و به راحتی به عنوان ادبیات فمینیستی طبقه‌بندی نمی‌شوند. با این وجود، تحقیقات اخیر اهمیت منینگ را به عنوان نویسنده زن داستان‌های جنگی و امپراتوری بریتانیا در حال افول برجسته کرده‌است. آثار او انتقادی از جنگ و نژادپرستی، و استعمار و امپریالیسم است که موضوعات مهاجرت و بیگانگی فیزیکی و عاطفی را بررسی می‌کنند.

## زندگی
اولیویا منینگ در نورث اند، همپشایر، پورتسموث در ۲ مارس ۱۹۰۸ به دنیا آمد پدرش، الیور منینگ، یک افسر نیروی دریایی بود که با وجود نداشتن تحصیلات رسمی، از کارآموز نیروی دریایی به ستوان فرمانده رسید. در سن ۴۵ سالگی، هنگام بازدید از بندر بلفاست، با اولیویا مورو که چهارده سال از او کوچکتر بود، ملاقات کرد. آنها کمتر از یک ماه بعد، در دسامبر ۱۹۰۴، در کلیسای پرزبیتری در شهر زادگاهش ، بنگور، کانتی داون، ازدواج کردند.